# Northcote (Victoria)
Pour les articles homonymes, voir Northcote.
Northcote est une banlieue de Melbourne dans l'état de Victoria en Australie.
Sa population était de 25,276 habitants en 2021.